# Mazumiapan Chico
Mazumiapan Chico är en ort i Mexiko.   Den ligger i kommunen Soteapan och delstaten Veracruz, i den sydöstra delen av landet, 500 km öster om huvudstaden Mexico City. Mazumiapan Chico ligger 648 meter över havet och antalet invånare är 339.
Terrängen runt Mazumiapan Chico är lite bergig. Runt Mazumiapan Chico är det ganska tätbefolkat, med 56 invånare per kvadratkilometer. Närmaste större samhälle är Soteapan, 4,1 km söder om Mazumiapan Chico. I omgivningarna runt Mazumiapan Chico växer i huvudsak städsegrön lövskog.